# 寧夏省 (中華人民共和國)
寧夏省，是中華人民共和國建國初期所设置的省份，於1954年撤銷，前後存在5年多。

## 行政区划沿革
1949年9月23日，中國人民解放軍進入銀川市後，於10月25日成立了寧夏省人民政府，額濟納旗劃由甘肅酒泉專區代管，並於同年12月23日成立寧夏省，沿用了寧夏原稱，轄有1市、13縣、1旗。1950年1月，析靈武縣部分區域設立吳忠市，5月又改為吳忠鎮，10月恢復為吳忠市；同年7月24日，中共西北軍政委員會批准甘肅省酒泉專區代管的額濟納旗劃歸寧夏省。1951年10月，撤銷額濟納旗及阿拉善左旗，設立縣級的額濟納旗自治區及阿拉善左旗自治區。1954年4月21日，成立河東回族自治區，下轄吳忠市和金積、靈武、同心3縣。6月19日，中共中央人民政府委員會第32次會議決定，撤銷寧夏省。9月1日，寧夏省建制撤銷，占北部约80%的「阿拉善左旗自治區」與「額濟納旗自治區」（即現今的阿拉善盟）及磴口縣劃入內蒙古自治區。其餘20%併入甘肅省，原寧夏省直轄的縣市改由甘肅省銀川專區管轄。
1958年析甘肅省銀川專區及西海固回族自治區設立「寧夏回族自治區」，成為中華人民共和國的五大省級少數民族自治區之一。

## 行政區劃单位
轄銀川、吳忠2市及河東回族自治區，共13縣2縣級自治區。
- 省直轄地
  - 銀川市
  - 永寧縣（駐楊家堡）
  - 賀蘭縣（駐羽家崗）
  - 平羅縣（駐城關鎮）
  - 陶樂縣（駐馬太溝）
  - 惠農縣（駐寶豐）
  - 中衛縣（駐城關鎮）
  - 中寧縣（駐寧安堡）
  - 鹽池縣（駐花馬池）
  - 寧朔縣（駐小壩）
  - 磴口縣（駐三盛公）
  - 阿拉善左旗自治區（駐定遠營）
  - 額濟納旗自治區（駐建國營）
- 河東回族自治區（駐所：吳忠市）
  - 吳忠市
  - 靈武縣（駐城關鎮）
  - 同心縣（駐半個城）
  - 金積縣（駐城關鎮）

## 人民政府
1949年12月至1954年10月间中华人民共和国宁夏省的省级国家行政机关是宁夏省人民政府。1954年10月宁夏省建制撤销。

### 中央任命领导
- 任期：1949年10月－1950年9月
- 主席：潘自力
- 副主席：邢肇棠、李景林、马鸿宾（未到职）、孙殿才

### 宁夏省第一届各族各界人民代表会议选出
- 任期：1950年9月－1953年1月
- 主席：潘自力（－1951年10月） → 邢肇棠（1951年10月－）
- 副主席：邢肇棠（－1951年10月）、李景林、孙殿才

### 宁夏省第二届各族各界人民代表会议选出
- 任期：1953年1月－1954年10月
- 主席：邢肇棠
- 副主席：李景林、孙殿才、达里扎雅、马腾霭

| 姓名   | 籍贯     | 在任时间               | 曾任最高职务       | 备注                              |
| ------ | -------- | ---------------------- | ------------------ | --------------------------------- |
| 潘自力 | 陕西华县 | 1949年10月－1951年10月 | 中共宁夏省委书记   | 1972年5月22日在霍县“五七干校”逝世 |
| 邢肇棠 | 甘肃通渭 | 1951年10月－1954年8月  | 宁夏省人民政府主席 | 1961年5月31日在郑州逝世           |